# Loge La Charité
Loge La Charité is een vrijmetselaarsloge in Amsterdam opgericht in 1755, vallende onder het Grootoosten der Nederlanden.

## Geschiedenis
Op 24 juni 1755 werd door de Engelse Grootmeester James Brydges Marquis of Carnarvon aan Hogguer toestemming verleend om in Amsterdam een loge op te richten. Een (kopie van een) document d.d. 19 oktober 1755, getekend door J.B. Berletot, vermeldt echter dat de stichting in plaats van door D. Hogguer door hemzelf (Berletot) is verricht. In dit document staat een aantekening dat deze loge onder de naam ‘Lodge of Charity’ op 20 april 1756, onder nummer 265, in de Engelse lijst van loges werd opgenomen. Deze Engelse constitutiebrief werd op 22 mei 1757 geratificeerd.
Na de bevrijding in 1945, sloten haar leden zich voorlopig aan bij Loge ‘La Paix’ om de werkzaamheden in eigen loge in het voorjaar van 1955 weer te hervatten. Op 19 november 1955 werd de loge officieel heropend.
Loge La Charité is een ‘loge fondatrice’; een van de tien loges die hebben deelgenomen aan de verkiezing van een Grootmeester op 26 december 1756 – een gebeurtenis die beschouwd wordt als de oprichting (of het herstel) van de Groote Loge der Zeven Verenigde Nederlanden.

## Naam en onderscheidingskleur

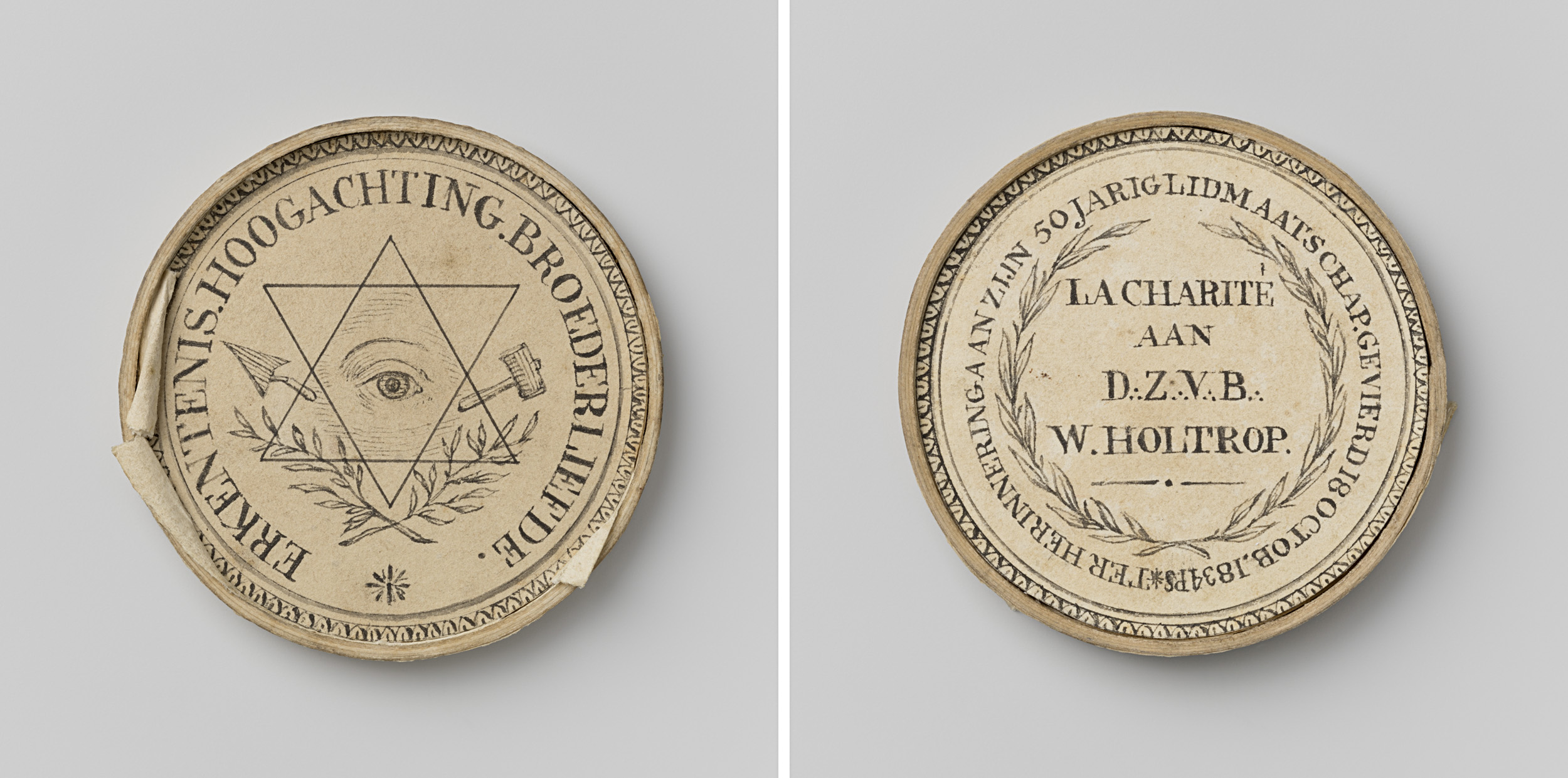
Loge La Charite, penning uitgereikt aan haar voorzitter Willem Holtrop ter ere van zijn vijftigjarig lidmaatschap

De liefde, in de zin van Corinthiens 13:13[dode link]: “Maintenant ces trois choses demeurent: la foi, l’espérance et la charité” – nu blijven deze drie dingen over: geloof, hoop en (naasten)liefde). De onderscheidingskleur van de loge is ‘ponceaurood’.
Vrijmetselarij · Beginselen · Geschiedenis · Symbolen · Vrijmetselaarsloge · Ordegrondwet · Obediëntie · Regulariteit en irregulariteit · Ritus · Graden · Grootmeester · Gemengde vrijmetselarij · Para-vrijmetselarij · Antivrijmetselarij · Vrijmetselarij in Nederland · Vrijmetselarij in België · Internationale vrijmetselarij
>>> Meer info op Portaal:Vrijmetselarij <<<